# دانشگاه ایالتی پلی‌تکنیک کالیفرنیا (پومونا)
دانشگاه ایالتی پلی‌تکنیک کالیفرنیا (به انگلیسی: California State Polytechnic University, Pomona) مشهور به Cal Poly-Pomona، تأسیس ۱۹۳۸، از اعضای دانشگاه ایالتی کالیفرنیا به حساب می‌آید. این دانشگاه در شهر پومونا از ایالت کالیفرنیا واقع است.
قسمتهایی از فیلم گاتاکا در این دانشگاه فیلمبرداری شد.

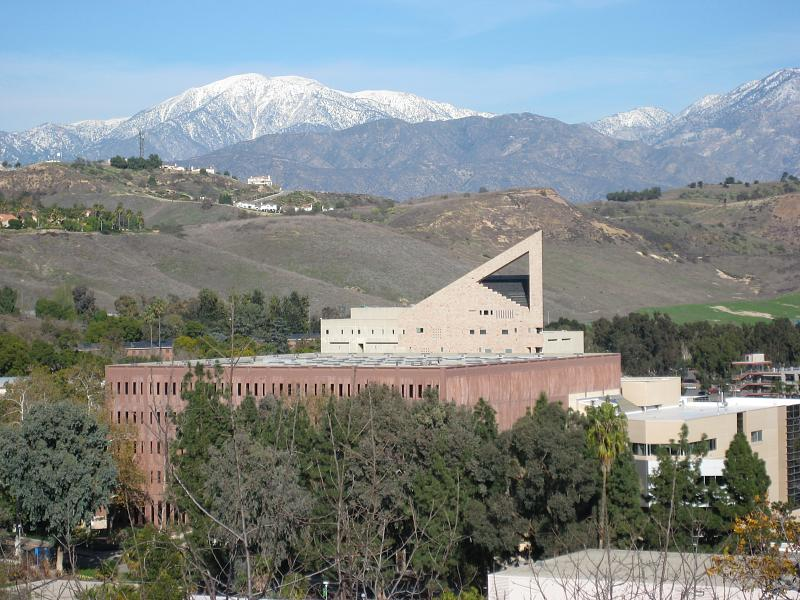
دانشگاه پلی‌تکنیک پومونا

## نگارخانه

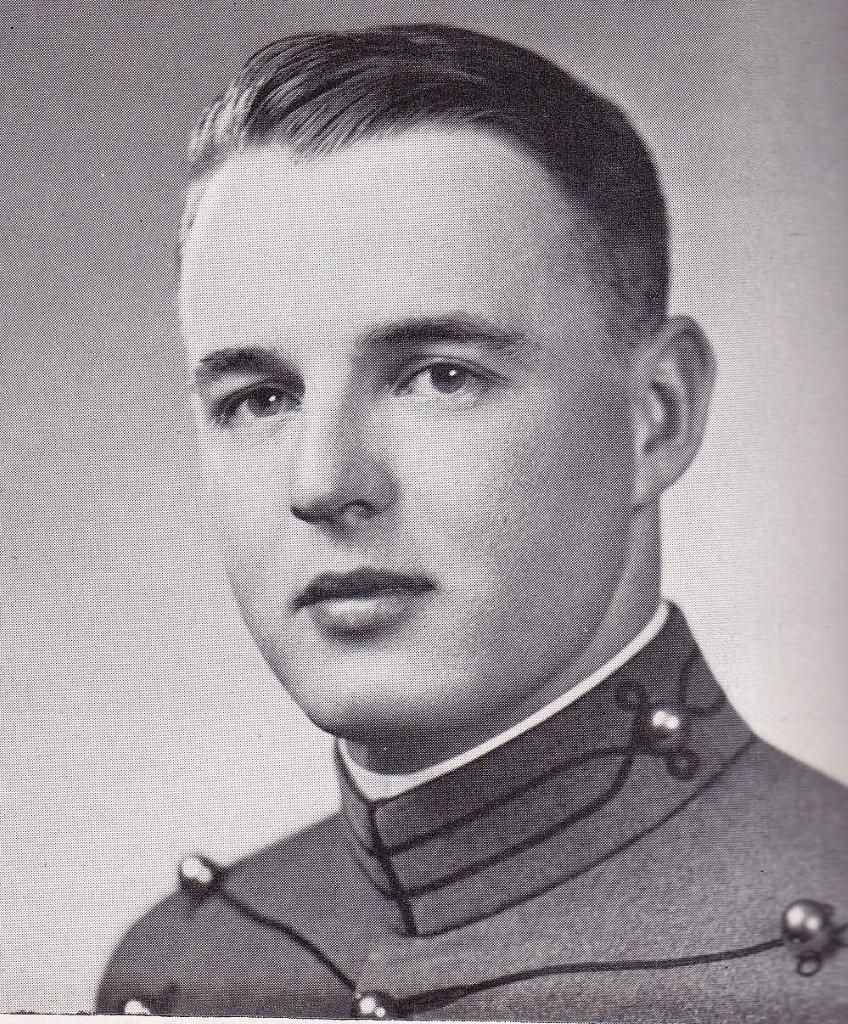
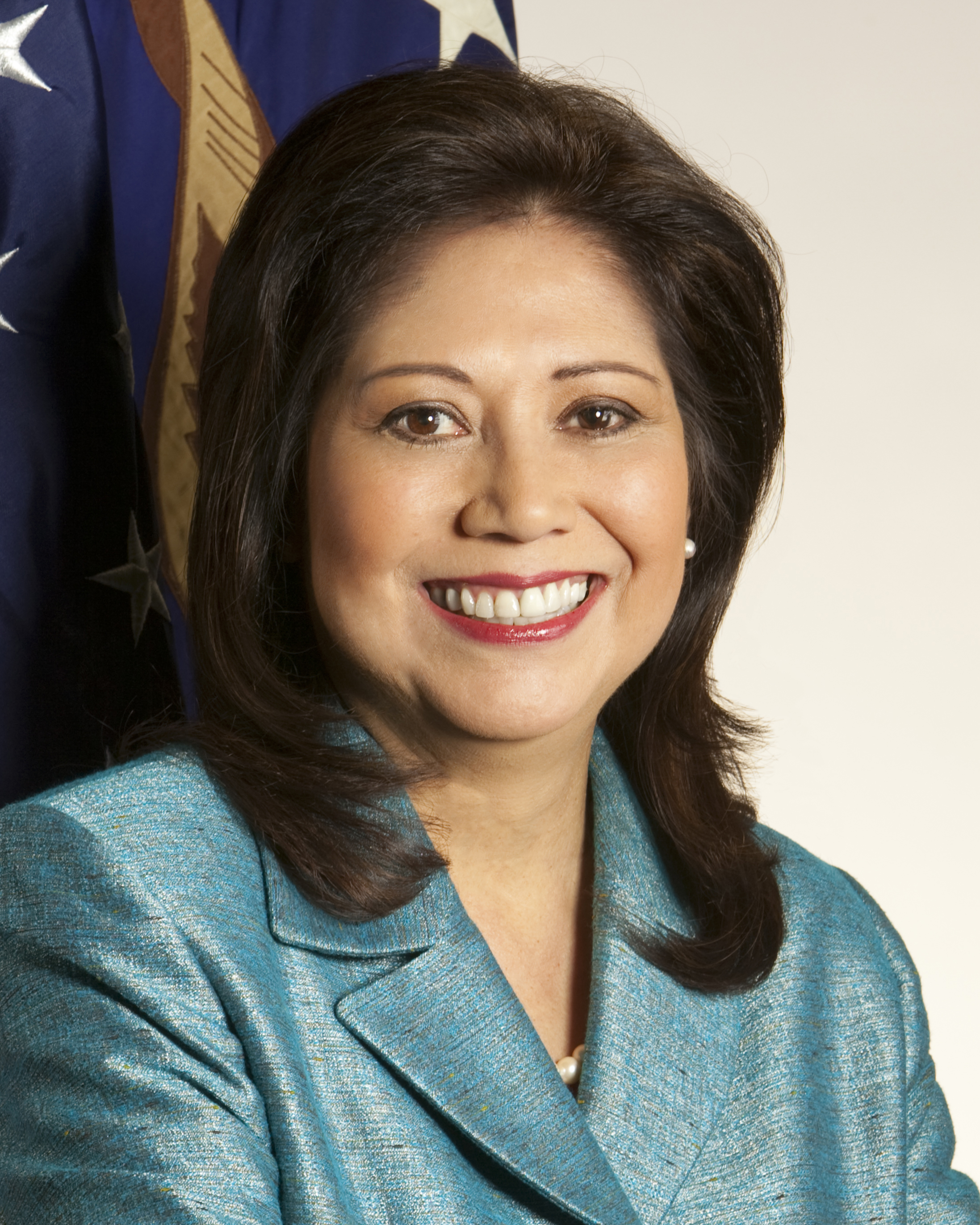
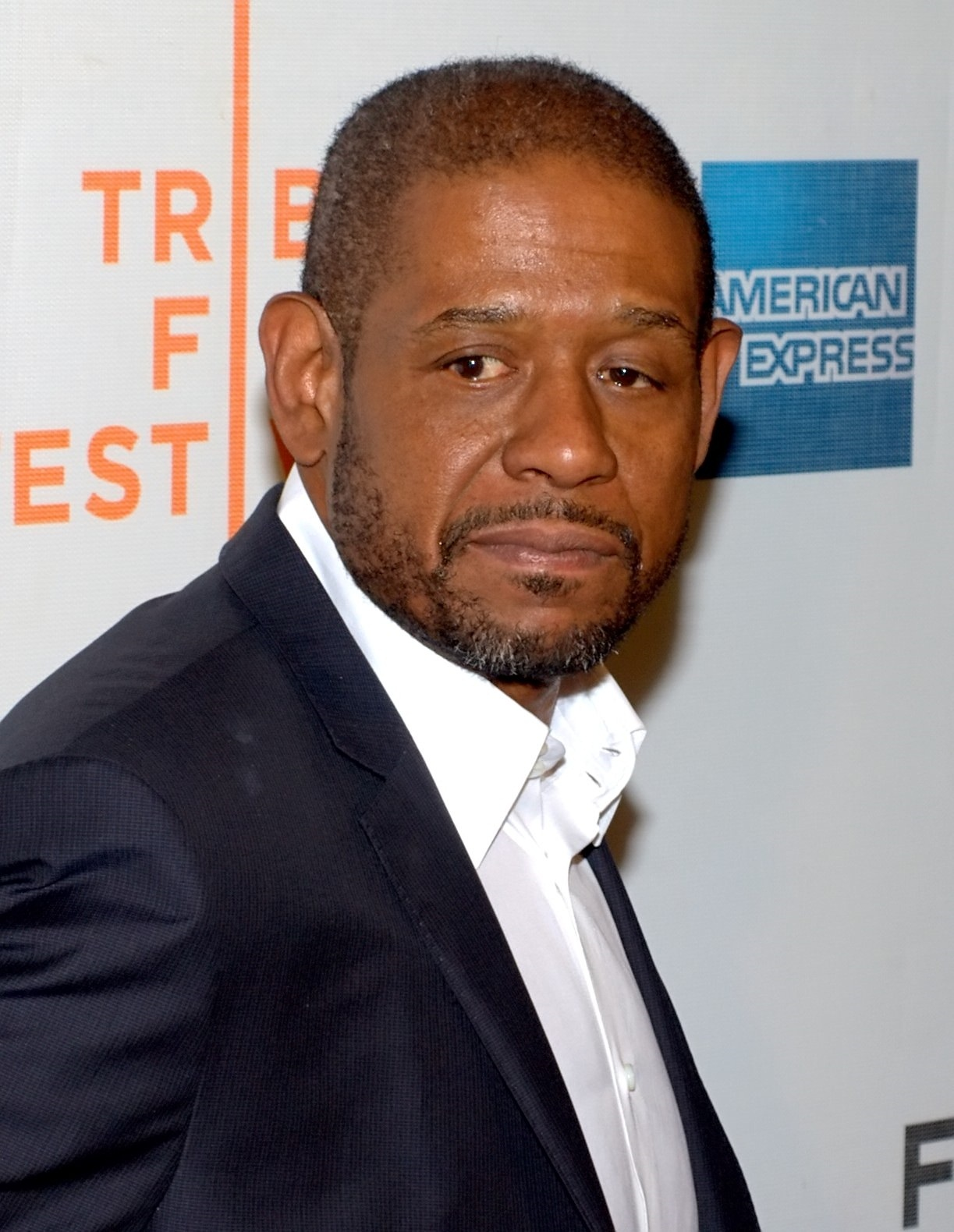
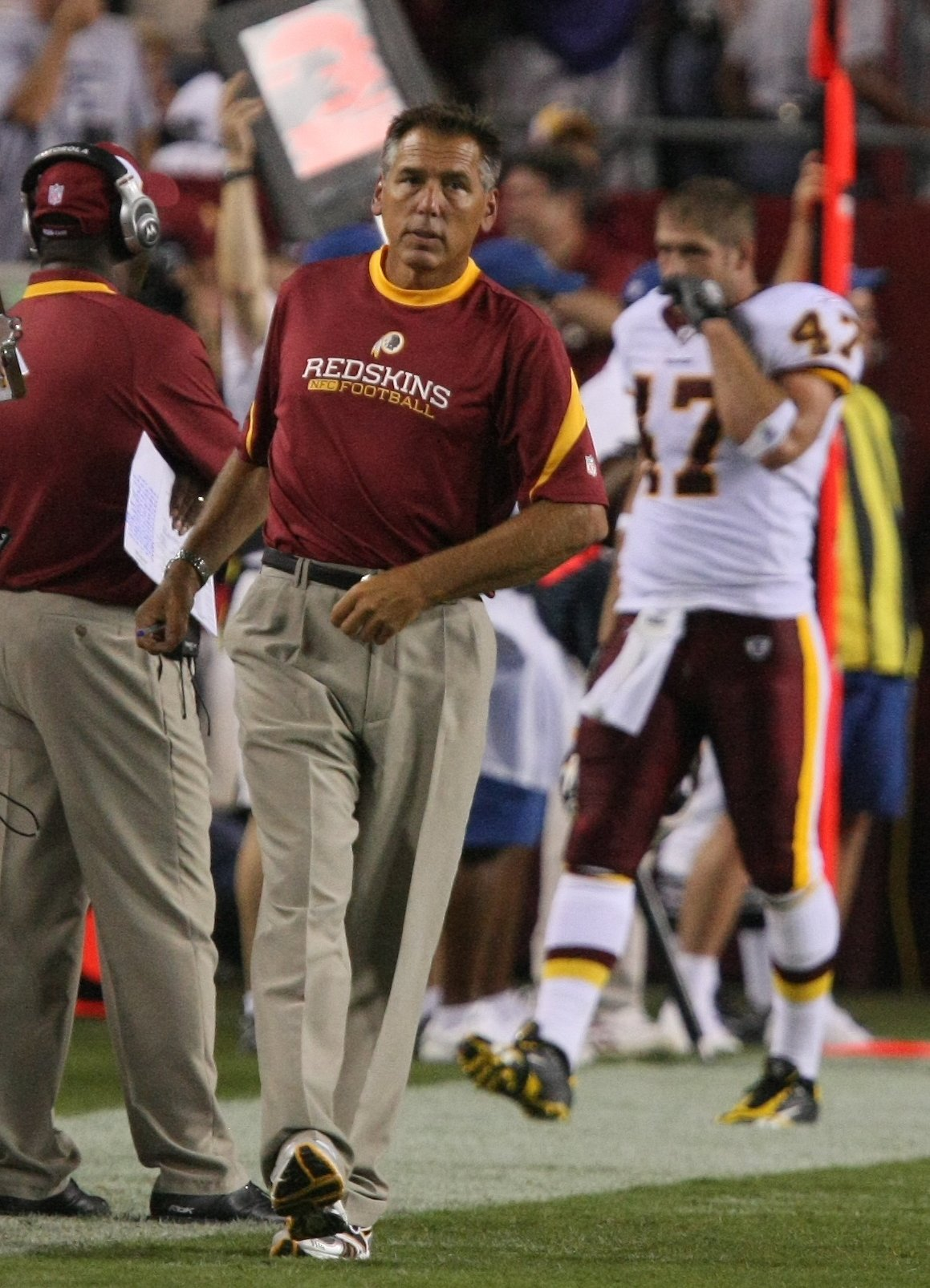